# Cuarteto con piano n.º 1 (Mozart)

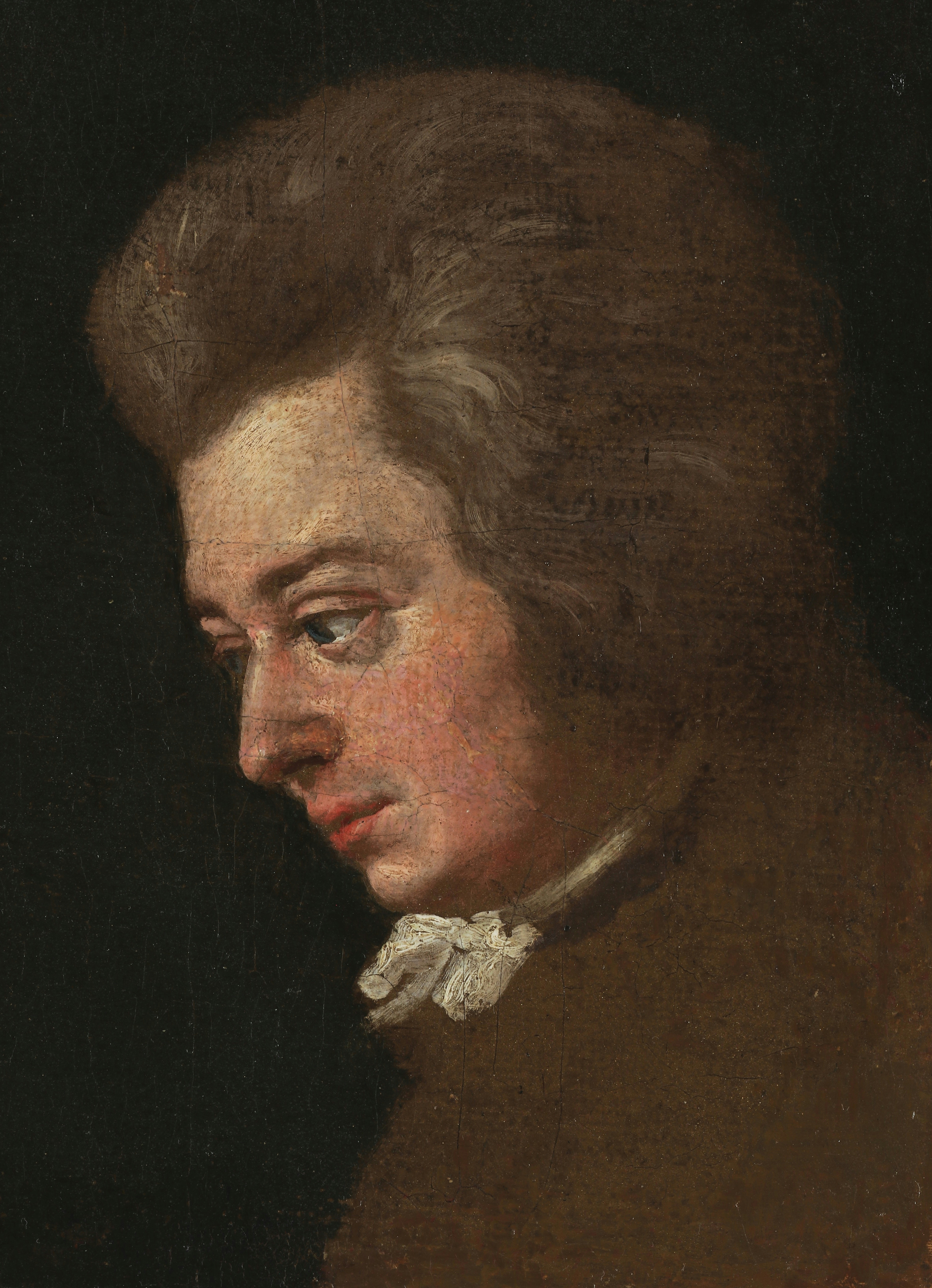
Retrato de Mozart (1782), pintado por Lange aunque inacabado. Se considera el más acertado históricamente.

El Cuarteto con piano n.º 1 en sol menor, K. 478, de Wolfgang Amadeus Mozart está considerado la primera pieza importante compuesta para esta agrupación en el repertorio de la  música de cámara.

## Composición y acogida
Mozart recibió en 1785 el encargo de escribir tres cuartetos por parte del editor Franz Anton Hoffmeister. Cuando este cuarteto fue terminado, Hoffmeister pensó que, dada la dificultad que entrañaba su interpretación, el público no lo compraría, por lo que eximió a Mozart de la obligación de completar la serie. Sin embargo, nueve meses más tarde, Mozart compuso un segundo cuarteto en mi bemol mayor, KV 493.
El temor de Hofmeister de que la obra fuese demasiado difícil para músicos aficionados surgió en un artículo del Journal des Luxus und der Moden, publicado en Weimar en junio de 1788. El artículo hacía gran elogio de Mozart y de su obra, pero expresaba consternación ante la idea de que músicos aficionados lo interpretasen:

[...][siendo interpretado por aficionados, la obra] podría no gustar: todo el mundo bostezaría con aburrrimiento ante el incomprensible tintamarre de cuatro instrumentos que no se mantienen unidos más de cuatro compases hasta el final, y cuyo concentus sin sentido nunca permitiría ninguna unidad de sentimiento; pero tiene que agradar, ¡tiene que ser elogiado! [...] qué diferencia cuando esta célebre obra de arte es interpretada con el más alto grado de precisión por cuatro músicos hábiles que la han estudiado cuidadosamente.

La valoración de la obra en el artículo concuerda con una visión muy extendida de Mozart en su época, y es que éste era un compositor de gran talento que escribía música muy difícil.
En la época en que fue escrita la obra, el clavecín se usaba aún con gran frecuencia. Aunque originalmente, la composición se publicó con el nombre Quatuor pour le Clavecin ou Forte Piano, Violon, Tallie [sic] et Basse, evidencias del estilo llevan a pensar que Mozart compuso la parte de piano para «el fortepiano "vienés" de la época» y que nuestro piano moderno es «una alternativa perfectamente aceptable».

## Estructura
La obra consta de tres movimientos:
- I. Allegro, en sol menor.
- II. Andante, en si bemol mayor.
- III. Rondó (Allegro), en sol mayor.

## Ediciones y versiones
La edición de Edition Peters presenta letras de ensayo a lo largo de toda la obra; la de Ernst Eulenburg posee números de compases pero no letras de ensayo, lo mismo que ocurre con la edición de Bärenreiter. También está disponible un arreglo de la obra para quinteto de cuerda.